# Jacek Henschke
Jacek Henschke (ur. 11 lutego 1981 w Poznaniu) – polski kierowca wyścigowy.

## Kariera
W wieku 8 lat ojciec kupił mu gokarta, którym jeździł po torze Poznań. Mając 11 lat został zauważony przez trenera sekcji kartingowej, za jego zachętą i z pomocą ojca i dziadka wystartował w oficjalnych zawodach. W swoim pierwszym sezonie zajął 30. miejsce na 120 zawodników. W latach 1993–1994 zdobył 3-krotnie Mistrzostwo Polski w klasach Młodzik-01 i w Młodzik-02 oraz 2-krotnie wicemistrzostwo w klasie Młodzik-02 w latach 1995–1996, rywalizując m.in. z Robertem Kubicą. W roku 1997 zdobył wraz z polską ekipą brązowy medal podczas 24-godzinnego wyścigu na torze Le Mans we Francji. Zauważony przez Volkswagen Racing, został zaproszony na testy na torze w Oschersleben (Bode), które umożliwiły mu dostanie się do nowo powstałej serii - ADAC VW Lupo Cup.
W latach 1998–1999 startował w tym pucharze, odnosząc zwycięstwo w swoim pierwszym wyścigu na torze w Hockenheim w deszczowych warunkach, pomimo dopiero ósmej pozycji startowej. Później zwyciężał jeszcze trzykrotnie: na torach Oschersleben, Misano i Lahr/Schwarzwald. Pierwszy sezon startów ukończył na 4. miejscu w klasyfikacji, zaś w sezonie 1999 zdobył wicemistrzostwo tej serii, po czym w 2000 r. przeniósł się do szybszej VW New Beetle Cup, gdzie sezon ukończył na szóstym miejscu, stając trzykrotnie na podium. Rok później, startując w barwach Mintgen Motorsport, zakończył sezon na 5. miejscu.
W roku 2004 startował w DSMP wraz z Mirosławem Gąseckim w VW New Beetle, gdzie ukończył sezon na 24. pozycji.

## Wyniki w VW Lupo Cup
| Rok  | Team               | Samochód        | Wyniki w poszczególnych eliminacjach | Wyniki w poszczególnych eliminacjach | Wyniki w poszczególnych eliminacjach | Wyniki w poszczególnych eliminacjach | Wyniki w poszczególnych eliminacjach | Wyniki w poszczególnych eliminacjach | Wyniki w poszczególnych eliminacjach | Wyniki w poszczególnych eliminacjach | Wyniki w poszczególnych eliminacjach | Wyniki w poszczególnych eliminacjach | Pozycja | Punkty |
| ---- | ------------------ | --------------- | ------------------------------------ | ------------------------------------ | ------------------------------------ | ------------------------------------ | ------------------------------------ | ------------------------------------ | ------------------------------------ | ------------------------------------ | ------------------------------------ | ------------------------------------ | ------- | ------ |
| 1998 | Volkswagen Racing  | VW Lupo GTI Cup | HOC 1                                | NÜR1 -                               | SAC -                                | NOR -                                | LAH 1                                | WUN -                                | ZWE -                                | SAL -                                | OSC2 -                               | NÜR2 -                               | 4       | 159    |
| 1999 | ADAC Sport München | VW Lupo GTI Cup | SAC 2                                | ZWE 7                                | OSC1 3                               | NOR 3                                | MIS 1                                | NÜR1 11                              | SAL 9                                | OSC2 1                               | HOC 7                                | NÜR2 5                               | 2       | 342    |

## Wyniki w VW New Beetle Cup
| Rok  | Team               | Samochód          | Wyniki w poszczególnych eliminacjach | Wyniki w poszczególnych eliminacjach | Wyniki w poszczególnych eliminacjach | Wyniki w poszczególnych eliminacjach | Wyniki w poszczególnych eliminacjach | Wyniki w poszczególnych eliminacjach | Wyniki w poszczególnych eliminacjach | Wyniki w poszczególnych eliminacjach | Wyniki w poszczególnych eliminacjach | Wyniki w poszczególnych eliminacjach | Pozycja | Punkty |
| ---- | ------------------ | ----------------- | ------------------------------------ | ------------------------------------ | ------------------------------------ | ------------------------------------ | ------------------------------------ | ------------------------------------ | ------------------------------------ | ------------------------------------ | ------------------------------------ | ------------------------------------ | ------- | ------ |
| 2000 | Volkswagen Racing  | VW New Beetle Cup | HOC1 NU                              | MON 5                                | NOR 7                                | NÜR1 4                               | SAC NU                               | NÜR2 NU                              | LAU 2                                | OSC 2                                | NÜR3 3                               | HOC2 NU                              | 6       | 115    |
| 2001 | Mintgen Motorsport | VW New Beetle Cup | OSC1 8                               | LAU1 6                               | NÜR1 8                               | SAL 12                               | NÜR2 5                               | LAU2 4                               | HOC 7                                | OSC2 2                               |                                      |                                      | 5       | 122    |